# Nieska
Nieska ist ein Ortsteil der sächsischen Stadt Gröditz im Landkreis Meißen. Er liegt etwa drei Kilometer nordwestlich von Nauwalde in der Nähe der Grenze zu Brandenburg. Durch den Ort führt die Staatsstraße 89.

## Geschichte

Nieska auf einer geschichtlichen Karte des Kreises Liebenwerda (1910).

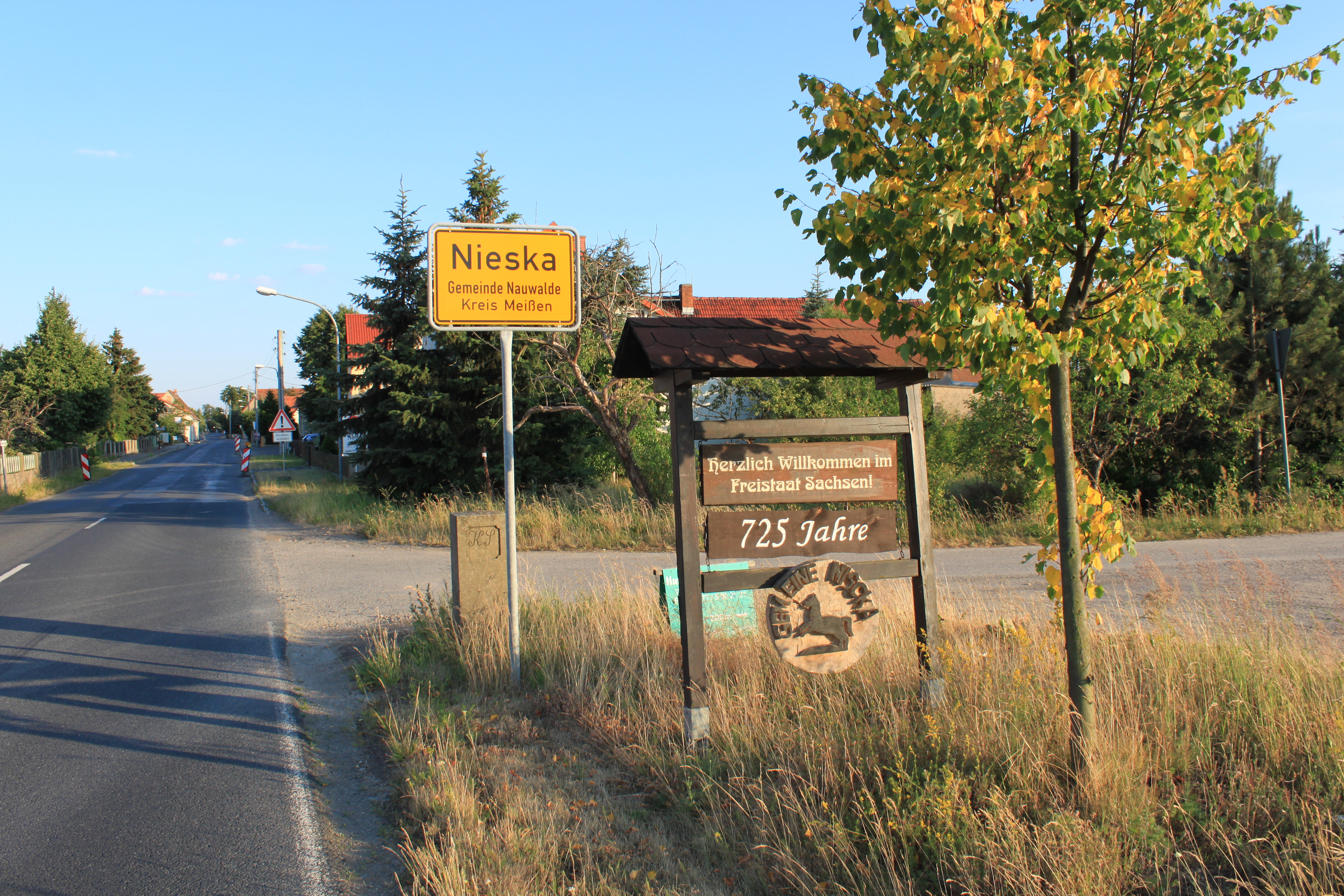
Ortseingang Nieska

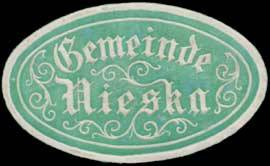
Historische Siegelmarke des Ortes

Das Straßendorf auf Gewannflur war 1406 zur Pflege Großenhain gehörig. Die Grundherrschaft übte 1552 das Rittergut Zabeltitz aus, 1590 war Nieska Amtsdorf. 1764 wird wieder das Rittergut Zabeltitz als Inhaber der Grundherrschaft erwähnt. Nach 1764 war der Ort zum Amt Großenhain gehörig, davor lag die Verwaltung zwischenzeitlich beim Amt Zabeltitz. Zwischen 1856 und 1875 gehörte Nieska zum Gerichtsamt Großenhain, danach zur Amtshauptmannschaft Großenhain. Im Jahr 1900 betrug die Größe der Ortsgemarkung 412 Hektar. 1925 lebten 215 evangelisch-lutherische Bürger in Nieska. 1952 wurde Nieska als eigenständige Gemeinde Teil des aus der Amtshauptmannschaft gebildeten Kreises Riesa. Die Eigenständigkeit des Ortes endete am 1. Januar 1994, als sich Nieska, Spansberg und Nauwalde zur neuen Gemeinde Nauwalde zusammenschlossen. Im selben Jahr wurde der Landkreis Riesa Teil des neu gebildeten Landkreises Riesa-Großenhain, der zum 1. August 2008 in den durch die Kreisreform Sachsen 2008 gebildeten neuen Landkreis Meißen überging.
Seit dem 1. Januar 2013 gehört Nieska zur Stadt Gröditz.

### Entwicklung der Einwohnerzahl
| Jahr | Einwohnerzahl                           |
| ---- | --------------------------------------- |
| 1552 | 15 besessene Mann, 17 Inwohner          |
| 1764 | 15 besessene Mann, 8 Häusler, 11½ Hufen |
| 1834 | 186                                     |
| 1871 | 205                                     |

| Jahr | Einwohnerzahl |
| ---- | ------------- |
| 1890 | 195           |
| 1910 | 227           |
| 1925 | 219           |
| 1939 | 225           |

| Jahr | Einwohnerzahl |
| ---- | ------------- |
| 1946 | 309           |
| 1950 | 303           |
| 1964 | 288           |
| 1990 | 250           |

### Ortsnamenformen
Die Schreibweise des Ortes Nieska wurde geschichtlich unterschiedlich erwähnt:
- 1284: in Nizcowe
- 1344: Nesekow
- 1350: Neczk
- 1406: Nyßkow
- 1474: Nyßkaw
- 1540: Nißke
- 1552: Niskaw

## Kultur und Sehenswürdigkeiten

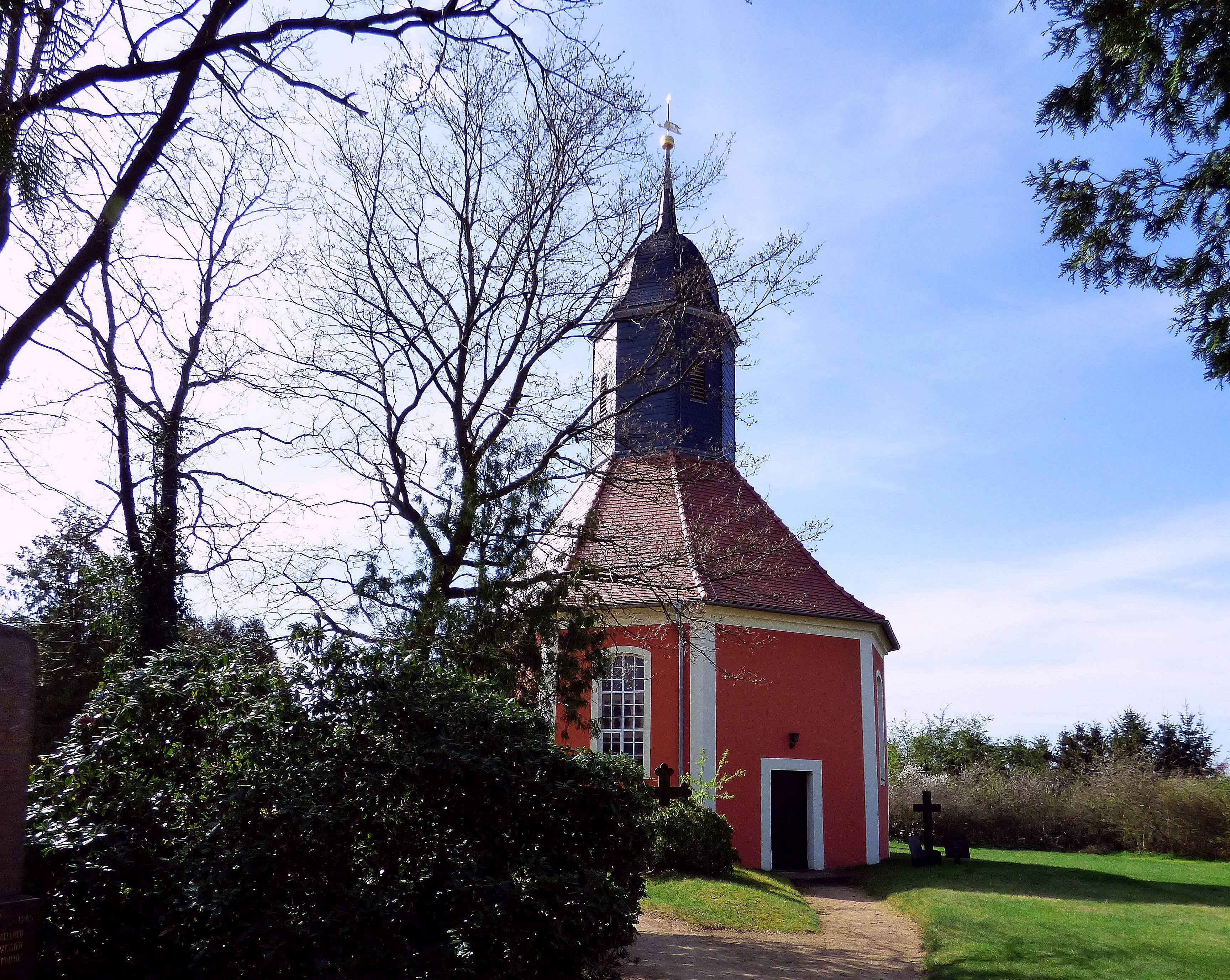
Dorfkirche

In Nieska befinden sich mehrere Baudenkmäler, welche sich auf der Denkmalliste des Landes Sachsen befinden:
- Dorfkirche Nieska

→ Das in der Mitte des 18. Jahrhunderts im barocken Stil nach Vorbild der Dresdner Frauenkirche errichtete Bauwerk ist mit einem angrenzenden Friedhof im Ortszentrum zu finden. In unmittelbarer Nähe ist weiters ein Gefallenendenkmal zu Ehren der im Ersten und Zweiten Weltkrieg gefallenen und vermissten Dorfbewohner Nieskas zu finden, welches ebenfalls unter Denkmalschutz steht.
- Wohnhaus in der Riesaer Straße 30, errichtet im Jahre 1830
- Historischer Wegestein aus der zweiten Hälfte des 19. Jahrhunderts
- Sächsisch-Preußischer Grenzstein Pilar Nr. 195 an der nördlichen Gemeindegrenze, errichtet etwa in der Mitte des 19. Jahrhunderts

## Verkehrsanbindung
In Nieska verkehrt mit Stand 2022 eine Regionalbuslinie zwischen Riesa, Gröditz und Schweinfurth.